# Aphonopelma chambersi
Aphonopelma chambersi là một loài nhện trong họ Theraphosidae.
Loài này thuộc chi Aphonopelma. Aphonopelma chambersi được miêu tả năm 1995 bởi Smith.